# Danina. Nowoczesna baśń
Danina. Nowoczesna baśń, także Zła Królowa (ang. Tithe) – powieść urban fantasy dla młodzieży autorstwa amerykańskiej autorki Holly Black. Została wydana po raz pierwszy w 2002. Jest debiutem twórczym autorki. W Polsce ukazała się w 2006 nakładem wydawnictwa Dolnośląskiego. Historia opowiada o siedemnastoletniej Kaye, która po powrocie do rodzinnego New Jersey zostaje uwikłana w intrygę skrzatów żyjących w cieniu wielkich miast. Książka jest pierwszą częścią trylogii Modern Faerie Tales i bazuje na irlandzkiej oraz celtyckiej mitologii.
W 2020 ukazało się nowe polskie wydanie pod zmienionym tytułem. 

## Fabuła
Siedemnastoletnia Kaye podróżuje od miasta do miasta razem ze swoją matką i jej zespołem rockowym. Od dawna nie uczęszcza do szkoły: nie pozwala jej na to tryb życia. Gdy zespół jej rodzicielki rozpada się, obydwie są zmuszone wrócić do domu babci Kaye mieszczącego się w New Jersey. Na miejscu dziewczyna przypomina sobie skrzaty, z którymi bawiła się w dzieciństwie. Próbuje je przywołać, te jednak nie pojawiają się.
Podczas jednej z imprez jej pijany kolega próbuje ją zgwałcić po tym, jak dziewczyna w niewyjaśniony sposób sprawiła, że koń ze starej karuzeli zaczął się poruszać. Kaye opuszcza przyjaciół, samotnie wracając do domu. Idąc przez las trafia na Robina – skrzata o ludzkich rozmiarach. Mężczyzna ma srebrne włosy i jest odziany w pełną zbroję. Został ranny: jego pierś przeszyła strzała. Prosi dziewczynę o pomoc, a ta od razu mu jej udziela. Obiecuje nastolatce, że w ramach podziękowania odpowie szczerze na jej trzy pytania, po czym znika.
Wkrótce później przyjaciele z dzieciństwa Kaye pojawiają się i wyjawiają jej sposób funkcjonowania społeczeństwa skrzatów.